# أنطون جيل
أنطون جيل (بالإنجليزية: Anton Gill)‏ هو كاتب بريطاني، ولد في 22 أكتوبر 1948 في المملكة المتحدة.

## وصلات خارجية
- الموقع الرسمي